# Noventa di Piave
Noventa di Piave este o comună din provincia Veneția, regiunea Veneto, Italia, cu o populație de 6.849 de locuitori și o suprafață de 18 km².

## Demografie
Noventa di Piave - evoluția demografică

|  | Graficele sunt indisponibile din cauza unor probleme tehnice. Mai multe informații se găsesc la Phabricator și la wiki-ul MediaWiki. |

Date: Recensăminte sau birourile de statistică - grafică realizată de Wikipedia